# Едвард Вудворд
Едвард Вудворд (англ. Edward Albert Arthur Woodward; 1 червня 1930 — 16 листопада 2009) — британський актор та співак.

## Життєпис
Починав як актор шекспірівської сцени, але став відомим завдяки ролям в кіно і серіалах. Найвідомішими роботами Вудворда є роль сержанта Нила Гові у фільмі жахів «Плетена людина» 1973 року, а також одна з головних ролей в американському серіалі «Зрівнювач» 1980-х років. Останньою роллю актора стала роль Томмі Кліффорда в серіалі ВВС «Жителі Іст-Енда». Вудворд зіграв цього персонажа на початку 2009 року.

## Фільмографія
- 1973 — Плетена людина / The Wicker Man
- 1990 — Містер Джонсон / Mister Johnson
- 2004 — Вбивство в передмісті / Murder in Suburbia
- 2009 — Круті фараони / Hot Fuzz